# Debbie Nordblad
Debbie Nordblad is een Amerikaans waterskiester.

## Levensloop
Nordblad werd tweemaal wereldkampioene in de Formule 1 van het waterski racing. Daarnaast behaalde ze viermaal brons op het WK.

## Palmares
- Wereldkampioenschap: 1985 en 1991
- Wereldkampioenschap: 1987,  1989, 1993 en 1995